# Синтія Брюєр
Синтія А. Брюєр (англ. Cynthia A. Brewer) — американська професорка географії в Пенсильванському державному університеті. Працювала консультантом з картографічних питань в Бюро перепису населення США, Національному інституті раку, Національному центрі статистики охорони здоров'я та Службі національних парків. Викладає вступні курси картографії та дизайну карт. Спеціалізується на проблемах картографічної візуалізації та теорії кольору, працює над дизайном топографічних карт, великомасштабним картографуванням, проблемами генералізації та укладання атласів. Її наукові працію мали вплив на теорію складання карт та роботу геоінформаційних систем. Її колірні схеми ColorBrewer, що враховують особливості передачі інформації градієнтом кольору на різних поверхнях і для різних кінцевих користувачів, враховуючи дальтоників, використовуються в численних картографічних (і не тільки) проєктах.

## Біографія
Синтія Брюєр народилась 1960 року. 1979 року закінчила канадський університет Макмастера в Онтаріо. 1983 року Гвельфський університет там же. 1986 року в університеті штату Мічиган під науковим керівництвом Сінді Джуді Олсон Синтія Брюєр здобула ступінь магістра географії. Магістерська дисертація на тему «Розробка типографських процесів відтворення діаграм Манселла для вибору колірних схем на картах» (англ. The Development of Process-Printed Munsell Charts for Selecting Map Colors). Впродовж 1986—1987 років викладала на кафедрі географії Каліфорнійського університету в Санта-Барбарі. 1991 року здобула докторський ступінь в університеті штату Мічиган. Докторська дисертація була на тему «Прогнозування сприйняття колірних схем карт в залежності від впливу факторів довкілля» (англ. Prediction of Surround-Induced Changes in Map Color Appearance). Впродовж 1991—1994 років працювала доцентом в Каліфорнійського університету в Сан-Дієго. Від 1994 року працює на географічному факультеті Пенсильванського державного університету. Професор (2007), завідувачка кафедри (2014). Від 2008 року афільований викладач Центру передового досвіду з геопросторових інформаційних наук (CEGIS), Геологічної служби США

## ColorBrewer

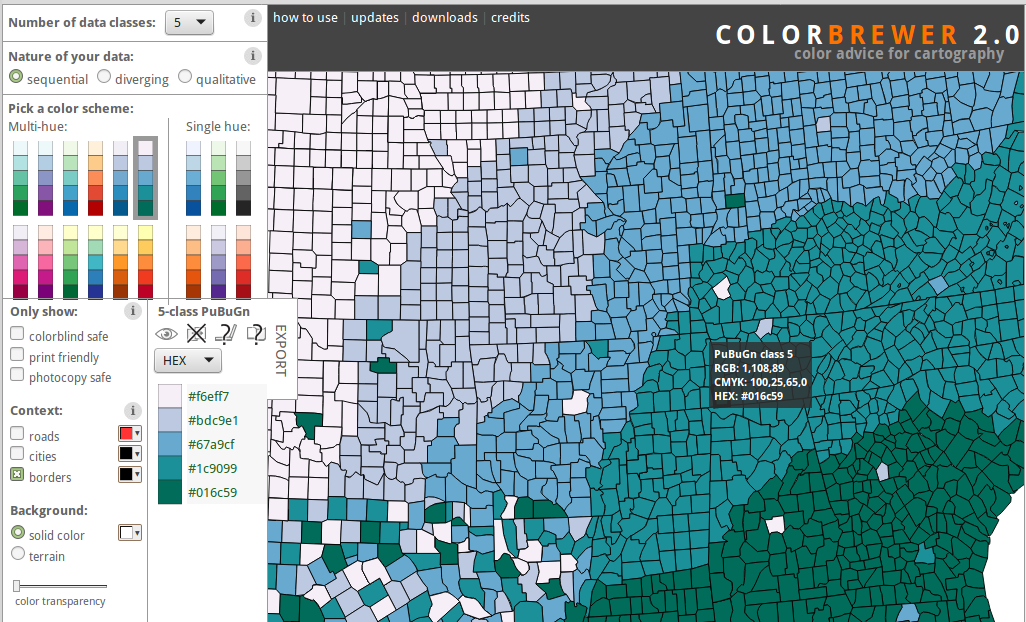
Використання колірних схем ColorBrewer у ГІС

При укладанні тематичних карт і хороплетів, як друкованих, так і цифрових, проблема підбору ефективних колірних схем завжди була комплексною. Шлях її вирішення залишається певним компромісом між цілями укладача, технічними можливостями передачі та сприйняттям кінцевого користувача. Результати повинні враховувати особливості передачі кольору матеріалу, з якого буде зчитуватись карта (наприклад, різноманітні характеристики електроннопроменевих і рідкокристалічних дисплеїв, типографський кольороподіл, проєкція на різні поверхні, ксерокопіювання тощо). Для передачі варіацій значень певного показника потрібно вибрати послідовність кольорів, що градієнтно покаже такі відмінності. Для децилів потрібно вибрати ряд з десяти споріднених кольорів. Він може бути послідовним, розбіжним або якісним. Існує п'ять загальних систем специфікації таких колірних схем із кодовим позначенням у шістнадцятковій або десятковій системах числення використаних кольорів.
Для спрощення процесу вибору колірних схем і виключення технічних помилок 2002 року було створено онлайн-інструмент (ColorBrewer). Він працює під ліцензією Apache 2.0, подібною до CC-BY-SA 3.0.

### Брюєрівські палітри
Подано оригінальні назви та повноколірне подання для кожної палітри. Переміщуючи курсор миші над коміркою, можна отримати номер кольору.
- YlGn (жовто-зелені)
Помилка Lua у Модуль:ComplForColorModules у рядку 62: assign to undeclared variable 'SColor'.
- YlGnBu (жовто-зелено-сині)
Помилка Lua у Модуль:ComplForColorModules у рядку 62: assign to undeclared variable 'SColor'.
- GnBu (зелено-сині)
Помилка Lua у Модуль:ComplForColorModules у рядку 62: assign to undeclared variable 'SColor'.
- BuGn (синьо-зелені)
Помилка Lua у Модуль:ComplForColorModules у рядку 62: assign to undeclared variable 'SColor'.
- PuBuGn (фіолетово-зелено-сині)
Помилка Lua у Модуль:ComplForColorModules у рядку 62: assign to undeclared variable 'SColor'.
- PuBu (фіолетово-сині)
Помилка Lua у Модуль:ComplForColorModules у рядку 62: assign to undeclared variable 'SColor'.
- BuPu (синьо-фіолетові)
Помилка Lua у Модуль:ComplForColorModules у рядку 62: assign to undeclared variable 'SColor'.
- RdPu (червоно-фіолетові)
Помилка Lua у Модуль:ComplForColorModules у рядку 62: assign to undeclared variable 'SColor'.
- PuRd (фіолетово-червоні)
Помилка Lua у Модуль:ComplForColorModules у рядку 62: assign to undeclared variable 'SColor'.
- OrRd (помаранчево-червоні)
Помилка Lua у Модуль:ComplForColorModules у рядку 62: assign to undeclared variable 'SColor'.
- YlOrRd (жовто-помаранчево-червоні)
Помилка Lua у Модуль:ComplForColorModules у рядку 62: assign to undeclared variable 'SColor'.
- YlOrBr (жовто-помаранчево-коричневі)
Помилка Lua у Модуль:ComplForColorModules у рядку 62: assign to undeclared variable 'SColor'.
- Purples (фіолетові)
Помилка Lua у Модуль:ComplForColorModules у рядку 62: assign to undeclared variable 'SColor'.
- Blues (сині)
Помилка Lua у Модуль:ComplForColorModules у рядку 62: assign to undeclared variable 'SColor'.
- Greens (зелені)
Помилка Lua у Модуль:ComplForColorModules у рядку 62: assign to undeclared variable 'SColor'.
- Oranges (помаранчеві)
Помилка Lua у Модуль:ComplForColorModules у рядку 62: assign to undeclared variable 'SColor'.
- Reds (червоні)
Помилка Lua у Модуль:ComplForColorModules у рядку 62: assign to undeclared variable 'SColor'.
- Greys (сірі)
Помилка Lua у Модуль:ComplForColorModules у рядку 62: assign to undeclared variable 'SColor'.

- PuOr (фіолетово-помаранчеві)
Помилка Lua у Модуль:ComplForColorModules у рядку 62: assign to undeclared variable 'SColor'.
- BrBG (коричнево-синє-зелені)
Помилка Lua у Модуль:ComplForColorModules у рядку 62: assign to undeclared variable 'SColor'.
- PRGn (фіолетово-зелені)
Помилка Lua у Модуль:ComplForColorModules у рядку 62: assign to undeclared variable 'SColor'.
- PiYG (фіолетово-зелені)
Помилка Lua у Модуль:ComplForColorModules у рядку 62: assign to undeclared variable 'SColor'.
- RdBu (червоно-сині)
Помилка Lua у Модуль:ComplForColorModules у рядку 62: assign to undeclared variable 'SColor'.
- RdGy (червоно-сірі)
Помилка Lua у Модуль:ComplForColorModules у рядку 62: assign to undeclared variable 'SColor'.
- RdYlBu (червоно-жовто-сині)
Помилка Lua у Модуль:ComplForColorModules у рядку 62: assign to undeclared variable 'SColor'.
- RdYlGn (червоно-жовто-зелені)
Помилка Lua у Модуль:ComplForColorModules у рядку 62: assign to undeclared variable 'SColor'.
- Spectral (спектр)
Помилка Lua у Модуль:ComplForColorModules у рядку 62: assign to undeclared variable 'SColor'.

- Accent (акцент)
Помилка Lua у Модуль:ComplForColorModules у рядку 62: assign to undeclared variable 'SColor'.
- Dark2 (темний2)
Помилка Lua у Модуль:ComplForColorModules у рядку 62: assign to undeclared variable 'SColor'.
- Paired (парні)
Помилка Lua у Модуль:ComplForColorModules у рядку 62: assign to undeclared variable 'SColor'.
- Pastel1 (пастель1)
Помилка Lua у Модуль:ComplForColorModules у рядку 62: assign to undeclared variable 'SColor'.
- Pastel2 (пастель2)
Помилка Lua у Модуль:ComplForColorModules у рядку 62: assign to undeclared variable 'SColor'.
- Set1 (набір1)
Помилка Lua у Модуль:ComplForColorModules у рядку 62: assign to undeclared variable 'SColor'.
- Set2 (набір2)
Помилка Lua у Модуль:ComplForColorModules у рядку 62: assign to undeclared variable 'SColor'.
- Set3 (набір3)
Помилка Lua у Модуль:ComplForColorModules у рядку 62: assign to undeclared variable 'SColor'.

## Наукові роботи
Більша частина наукових роботи Синтії Брюєр стосується роботи з ГІС. На основі її оригінальної роботи «BrewerColors» були розроблені схеми для різних типів дальтонізму, зроблено значну кількість практичних напрацювань, Гретхен Н. Петерсен і Сінді Джуді М. Олсон (Університет штату Мічиган).
Книги
- (англ.) Brewer, C. A. Designing Better Maps: A Guide for GIS Users. — Esri Press, 2005. — 220 с. — ISBN 978-1589480896.
- (англ.) Brewer, C. A. Designed Maps: A Sourcebook for GIS Users. — Esri Press, 2008. — 184 с. — ISBN 978-1589481602.
- (англ.) Brewer, C. A. Designing Better Maps: A Guide for GIS Users. — 2nd Edition. — Esri Press, 2015. — 250 с. — ISBN 978-1589484405.

Статті
- Harrower, Mark; Brewer, Cynthia A. (2003), ColorBrewer.org: An Online Tool for Selecting Colour Schemes for Maps (PDF), The Cartographic Journal, 40 (1): 27—37, doi:10.1179/000870403235002042, архів оригіналу (PDF) за 10 травня 2013, процитовано 3 січня 2013
- Brewer, Cynthia A. (2006), Basic Mapping Principles for Visualizing Cancer Data Using Geographic Information Systems (GIS) (PDF), American Journal of Preventive Medicine, 30 (2): S25—S36, doi:10.1016/j.amepre.2005.09.007, PMID 16458787, архів оригіналу (PDF) за 25 червня 2010
- Brewer, Cynthia A.; Hatchard, Geoffrey W.; Harrower, Mark A. (2003), ColorBrewer in Print: A Catalog of Color Schemes for Maps, Cartography and Geographic Information Science, 30 (1): 5–32 (28), doi:10.1559/152304003100010929
- Brewer, Cynthia A. (2003), A Transition in Improving Maps: The ColorBrewer Example, Cartography and Geographic Information Science, 30 (2): 159–162(4), doi:10.1559/152304003100011126
- Brewer, Cynthia A. (1996), Guidelines for Selecting Colors for Diverging Schemes on Maps, The Cartographic Journal, 33 (2): 79–86(8), doi:10.1179/caj.1996.33.2.79
- An Evaluation of Color Selections to Accommodate Map Users with Color-Vision Impairments

## Нагороди і відзнаки
- 2019 — Медаль імені Осборна Мейтланда Міллера, відзнака американських картографів.